# Resolució 1817 del Consell de Seguretat de les Nacions Unides
La Resolució 1817 del Consell de Seguretat de les Nacions Unides fou adoptada per unanimitat l'11 de juny de 2008. Expressant la màxima preocupació pel contraban generalitzat a l'Afganistan dels compostos químics que s'utilitzen de manera il·legal per afinar l'heroïna, el Consell ha demanat avui a tots els països membres de les Nacions Unides que ajudin a reforçar els controls internacionals i regionals sobre la fabricació i el comerç de precursors químics i impedeixen la seva desviació als mercats il·lícits.

## Detalls
El Consell assenyala que la major part de l'opi produït a l'Afganistan es va processar a l'interior del país i va demanar a tots els Estats membres que augmentessin la cooperació en el control del comerç internacional de precursors químics, especialment l'anhídrid acètic, que és utilitzat legalment per les indústries farmacèutica, tèxtil i de cuir, però també és el precursor essencial utilitzat per convertir l'opi en base de morfina i heroïna.
Mirant cap al futur la conferència internacional de París en suport de l'Afganistan, la resolució va animar els participants esperats en aquest esdeveniment a "formular propostes concretes" sobre com abordar el problema del desviament de precursors químics per a ús il·lícit, en un marc més ampli de discussions sobre l'enfortiment activitats antinarcótiques a l'Estratègia Nacional de Desenvolupament de l'Afganistan i l'Estratègia Nacional de Control de Drogues.
La resolució també va subratllar la importància d'un enfocament global del problema de les drogues a l'Afganistan i va convidar els Estats membres, especialment a l'Afganistan i els seus països veïns i tots els països precursors de les rutes de trànsit, a complir plenament les disposicions pertinents de la Convenció de les Nacions Unides contra el tràfic il·lícit d'estupefaents i substàncies psicotròpiques, per tal de tancar les llacunes utilitzades per xarxes delictives per desviar els precursors químics del comerç internacional lícit.
Insistint a tots els estats importadors i exportadors en enfortir la seva regulació i el control del moviment dels precursors, el Consell de Seguretat va convidar a la comunitat internacional a proporcionar a Afganistan un suport financer i tècnic per a construir la seva capacitat nacional en aquestes àrees. Va subratllar la importància de formar i dotar a les agències legals, incloses les policials i els funcionaris de duanes frontereres, de manera que poguessin gestionar de forma eficaç tasques com la detecció, l'escaneig, l'emmagatzematge, el transport i la destrucció de precursors químics.
Parlant després del vot unànime, Jean-Pierre Lacroix de França, un dels principals patrocinadors del text, va afirmar que el seu país es mantenia fermament darrere dels esforços de l'Afganistan per combatre el tràfic de drogues i millorar l'estabilitat a tot el país. La conferència mundial de donants de París, que donarà suport al desenvolupament i la reconstrucció de l'Afganistan, donaria a la comunitat internacional l'oportunitat de reafirmar el seu compromís amb la cooperació.